# Sortfrugtet surbær
Sortfrugtet surbær (Aronia melanocarpa) er en lille, løvfældende busk med en opstigende, åben vækstform. 
Barken er først glat og rødbrun med spredte, lyse korkporer. Senere bliver den grå- og brunspættet, og til sidst grå og ru. Knopperne sidder spredt og tiltrykt. De er glatte og fladtrykte og røde med udad vredne spidser. 
Bladene er ovale med fint takket rand. Ved bladfoden ses små, ægformede akselblade. Oversiden er blank og mørkegrøn med ru, sorte hår langs midt-ribben. Undersiden er nærmest grågrøn. Både i udspring og løvfald er bladene klart røde. 
Blomsterne er små og flødehvide. De sidder samlet i små skærme i bladhjørnerne. Bærrene er sorte og ligner rønnebær. Smagen er ikke sur, men besk. Frøene spirer villigt.
Rodnettet består af nogle få, kraftige hovedrødder med få forgreninger (som hos Cotoneaster). Busken danner jordtræthed og er modtagelig for ildsot. Frugterne er meget eftertragtet af fuglene.
Højde x bredde og årlig tilvækst: 2 x 2 m (30 x 30 cm/år). Disse mål kan fx anvendes, når arten udplantes.

## Hjemsted
Surbær gror i skovbryn og krat på mineralfattig, fugtig bund i det østlige Nordamerika. Her findes den sammen med f.eks. knapbusk, konvalbusk, pennsylvansk pors og storfrugtet blåbær.